# Циркуляр по Харьковскому учебному округу
«Циркуля́р по Ха́рьковскому уче́бному округу» — официальный журнал Харьковского учебного округа, издававшийся с 1861 по 1916 год.

## История
«Циркуляр по Харьковскому учебному округу» выходил в Харькове в 1861—1870 году дважды в месяц, далее — ежемесячно.
Представлял из себя официальное издание, в котором помещались правительственные распоряжения по вопросам народного образования, решения министерства, сведения о движении по службе личного состава, о наградах и чинопроизводстве, распоряжения по Харьковскому учебному округу и по отдельным учебным заведениям округа.
В «Циркуляре» публиковались рекомендательные списки литературы и протоколы заседаний педагогического отдела Историко-филологического общества при Харьковском университете.
Периодически выпускались приложения к журналу, в которых печатались протоколы заседаний попечительского совета, экзаменационные правила, учебные программы и другие материалы.